# Saropogon abbreviatus
Saropogon abbreviatus là một loài ruồi trong họ Asilidae. Saropogon abbreviatus được Johnson miêu tả năm 1903.